# Associació per la República-Partit Republicà de Txecoslovàquia
Associació per la República-Partit Republicà de Txecoslovàquia (txec Sdružení pro republiku - Republikánská strana Československa, SPR-RSČ) és un partit polític de la República Txeca fundat el desembre de 1989 per Miroslav Sládek. Començà a obtenir representació parlamentària després de les eleccions legislatives de 1992. Amb un programa decididament nacionalista i proper a l'extrema dreta, arribà al seu punt màxim a les eleccions de 1996, on va obtenir el 8% dels vots i 18 escons.
D'aleshores ençà va decaure. El seu líder fou empresonat el 1997 arran un discurs on s'oposava a l'obertura de relacions entre Alemanya i la República Txeca, i el partit fou acusat de mantenir relacions amb skinheads. A les eleccions legislatives txeques de 1998 va baixar al 3,8% i restà extraparlamentari. El 2001 va fer fallida i es va dissoldre. El seu cap, Sládek, va formar el grup Republikáni Miroslava Sládka, que només va obtenir el 0,9% a les eleccions de 2002 i el 0,1% a les eleccions de 2006, a les que es va presentar amb el Partit Nacional.
El 2008 el partit fou refundat de la unió del grup de Sládek i altres partits menors d'ideologia similar, però a les eleccions europees de 2009 només va obtenir el 0,23% dels vots.

## Resultats electorals

### Consell Nacional Txec
| Any  | Vots    | %    | Pos. | Escons   | +/- |
| ---- | ------- | ---- | ---- | -------- | --- |
| 1990 | 72,048  | 1.00 | 10è  | 0 / 200  | Nou |
| 1992 | 387,026 | 5.98 | 6è   | 14 / 200 | 14  |

### Consell Nacional Eslovac
| Any  | Vots   | %    | Pos. | Escons  | +/- |
| ---- | ------ | ---- | ---- | ------- | --- |
| 1990 | 7,023  | 0.21 | 13è  | 0 / 150 | Nou |
| 1992 | 10,069 | 0.33 | 16è  | 0 / 150 | =   |

### Cambra dels Diputats (Txèquia)
| Any  | Vots    | %    | Pos. | Escons   | +/- |
| ---- | ------- | ---- | ---- | -------- | --- |
| 1996 | 485,072 | 8.01 | 5è   | 18 / 200 | 4   |
| 1998 | 232,965 | 3.90 | 6è   | 0 / 200  | 18  |
| 2002 | 46,325  | 0.97 | 7è   | 0 / 200  | =   |
| 2006 | 9,341   | 0.18 | 15è  | 0 / 200  | =   |
| 2010 | 1,993   | 0.03 | 19è  | 0 / 200  | =   |
| 2017 | 9,857   | 0.19 | 17è  | 0 / 200  | =   |

### Eleccions presidencials
| Any  | Candidat        | 1a volta | 1a volta   | 1a volta | 2a volta | 2a volta | 2a volta | 3a volta | 3a volta | 3a volta |
| Any  | Candidat        | Vots     | %          | Resultat | Vots     | %        | Resultat | Vots     | %        | Resultat |
| ---- | --------------- | -------- | ---------- | -------- | -------- | -------- | -------- | -------- | -------- | -------- |
| 1993 | Miroslav Sládek | 14       | 8,1 / 100  | 3r       | —        | —        | —        | —        | —        | —        |
| 1998 | Miroslav Sládek | 23       | 12,5 / 100 | 3r       | —        | —        | —        | —        | —        | —        |

### Parlament Europeu
| Any  | Vots   | %    | Pos. | Escons | +/- |
| ---- | ------ | ---- | ---- | ------ | --- |
| 2004 | 15,767 | 0.67 | 11è  | 0 / 24 | Nou |
| 2009 | 7,492  | 0.32 | 19è  | 0 / 24 | =   |
| 2019 | 4,284  | 0.18 | 24è  | 0 / 24 | =   |